# Kamal Bamadhaj
Kamal Ahmed Bamadhaj  (* 23. Dezember 1970 in Malaysia; † 12. November 1991 in Dili, Osttimor) war ein malaysisch-neuseeländischer Student und Menschenrechtler. Im Alter von 20 Jahren starb er als einziger Ausländer beim Santa-Cruz-Massaker im von Indonesien seit 1975 besetzten Osttimor.

## Werdegang
Bamadhaj war das zweite Kind des malaysischen Geschäftsmanns Ahmed Bamadhaj und der neuseeländischen Journalistin Helen Todd. Das Paar hatte 1968 geheiratet und neben Bamadhaj noch zwei Töchter, trennte sich aber später, als die Kinder noch jünger waren. Todd erhielt 1977 die malaysische Staatsbürgerschaft und arbeitete für die New Straits Times bis 1985. Sie engagierte sich bei der Organisation Amanah Ikhtiar Malaysia (AIM) zur Bekämpfung von Armut. Kamal arbeitete als Teenager in Sabak Bernam (Bundesstaat Selangor) mit. Er transportierte Säcke mit Futter für Geflügel für am Projekt beteiligte Landwirte. 1990 wollte er dieses Projekt auch in Osttimor einführen. Später kam Kamal nach Auckland.
Er studierte an der University of New South Wales in Sydney zunächst Jura. Ab 1989 begann er, sich im Network of Overseas Student Collectives (Nosca) und in der Friedensbewegung politisch zu engagieren, so auch gegen die offizielle australische Politik zur Besetzung und Annexion Osttimors durch Indonesien, die von Australiens Regierung als einziger weltweit de facto anerkannt wurde, und gegen Waffenverkäufe in die Region. 1990 besuchte Bamadhaj Osttimor das erste Mal. Seine Erlebnisse dort führten zum Entschluss, das Jurastudium aufzugeben und stattdessen Asiatische Studien und Indonesisch als Fach zu wählen.
Bamadhaj war Gründungsmitglied von Aksi (Action in Solidarity with Indonesia), einer australischen Nichtregierungsorganisation, die sich für die Menschenrechte in Indonesien einsetzte. Schließlich nutzte er die Gelegenheit, für die australische Community Aid Abroad als Übersetzer nach Osttimor zu gehen. Am 24. Oktober 1991 traf er in Dili ein, der Hauptstadt Osttimors. In dieser Zeit erwartete man die Ankunft einer Delegation des portugiesischen Parlamentes, die die Situation in der ehemaligen portugiesischen Kolonie untersuchen wollte. Die Menschen in Osttimor erhofften sich vom ersten Besuch einer ausländischen Delegation Unterstützung in ihrem Freiheitskampf, doch am 3. November wurde die Reise abgesagt.
Bamadhaj schrieb in sein Tagebuch:

“Hearts sank. People cannot believe it. In the past month, Timorese have been taking extraordinary risks organising themselves in anticipation of the delegation. They claim that any risk they took was worth it because the visit will offer them so much hope. But now the visit is off and the Timorese are once again in the all too familiar position of being defenceless from arbitrary arrest, maltreatment or even death.”

„Die Herzen wurden schwer. Die Leute können es nicht glauben. Im vergangenen Monat sind Timoresen außergewöhnliche Risiken eingegangen, um sich im Vorgriff auf die Delegation zu organisieren. Sie behaupten, dass sich jedes Risiko gelohnt hat, weil der Besuch ihnen so viel Hoffnung bietet. Aber jetzt ist der Besuch vorbei und die Timoresen sind wieder in der allzu vertrauten Lage, vor willkürlicher Verhaftung, Misshandlung oder sogar vor Tod schutzlos zu sein.“

Es war sein letzter Tagebucheintrag. Am 12. November nahm er am Gedenkgottesdienst für den von indonesischen Sicherheitskräften getöteten Sebastião Gomes und am nachfolgenden Trauerzug teil, der zu einer Demonstration für die Unabhängigkeit Osttimors wurde. Der Zug blieb friedlich und diszipliniert, doch schließlich griffen indonesische Sicherheitskräfte am Friedhof Santa Cruz die Demonstranten an, trieben sie auseinander und verhafteten oder töteten viele von ihnen. 270 Menschen gelten noch immer als vermisst, weswegen man bei der offiziellen Zahl von 271 Toten nur von einer Mindestzahl sprechen kann. Unter den Toten war auch Bamadhaj. Ihm wurde außerhalb des Friedhofs in die Brust geschossen. Er konnte am Straßenrand noch einen Krankenwagen des Roten Kreuzes heranwinken, starb aber an zu hohem Blutverlust, da der Krankenwagen auf dem Weg ins Krankenhaus immer wieder von Militär und Polizei aufgehalten wurde. An der zweiten Straßensperre wurde dem Fahrer gesagt, er solle seinen Patienten aus dem Wagen werfen, doch der Fahrer weigerte sich. Schließlich durfte er weiterfahren, doch Bamadhaj starb 20 Minuten später.
Die Mutter Helen Todd durfte nicht nach Osttimor reisen, um den Leichnam abzuholen. Sie wurde nach Jakarta geschickt, wo der Sarg drei Tage später eintraf. Der Leichnam war nicht mehr zu erkennen. Man sagte Todd, der Tote sei sofort beerdigt und dann erst wieder exhumiert worden. Ein Onkel spekulierte bei der späteren Beerdigung in Bukit Kiara/Kuala Lumpur, dass der Leichnam eigentlich zu groß gewesen sei. Möglicherweise fand in dem Grab ein unbekannter Timorese seine letzte Ruhe, spekulierte Kamals ältere Schwester Nadiah.

## Folgen
Der britische Journalist Max Stahl hatte Aufnahmen mit einer Videokamera von den Geschehnissen gemacht, die von der Niederländerin Saskia Kouwenberg nach Europa geschmuggelt wurden. Die Bilder des Massakers erregten weltweit große Aufmerksamkeit.
Der Premierminister von Neuseeland Jim Bolger beließ es bei einer formellen diplomatischen Rüge an den indonesischen Botschafter. Neuseelands Außenminister Donald McKinnon erklärte lächelnd in Interviews, dass es keinen Sinn mache, sich ernsthaft mit einem großen Handelspartner zu streiten.
Generalmajor Sintong Panjaitan, der Kommandierende des regionalen Militärkommandos Kodam IX/Udayana, verlor sein Amt. 1994 verklagte Helen Todd Panjaitan vor einem Gericht auf Schadensersatz, als er in den Vereinigten Staaten studierte. Er kehrte aber unbehelligt nach Indonesien zurück und tat die Verurteilung durch das Gericht über eine Zahlung von 14 Millionen US-Dollar als „Witz“ ab.

## Ehrung
Der Presserat Osttimors verlieh Bamadhaj posthum am 23. November 2017 den Titel „Jornalista de Mérito“ (deutsch Verdienter Journalist).

## Filmographie
- Punitive Damage – A Mother's Trial, Neuseeland 1999. Dokumentation über den juristischen Kampf von Helen Todd.